# Brett Anderson
Brett Franklin Anderson, ameriški bejzbolist, * 1. februar 1988, Midland, Teksas, ZDA.
Anderson je poklicni metalec in je trenutno prost igralec.

## Zgodnje življenje
Obiskoval je lokalno srednjo šolo v mestu Stillwater v zvezni državi  Oklahomi, kjer je bil kot dijak 4. letnika izbran v najboljšo ekipo države v letu 2006.

## Poklicna kariera

### Nižje podružnice
Andersona je v drugem krogu nabora lige MLB leta 2006 izbrala ekipa Arizona Diamondbacks.
Decembra leta 2007 je bil nato udeležen v menjavi. V zameno za Dana Harena in Connorja Robertsona so bili skupaj z njim k ekipi Oakland Athletics poslani še Dana Eveland, Greg Smith, Aaron Cunningham, Carlos González in Chris Carter. 
Leta 2008 je na Tekmi obetavnežev na stadionu Yankee Stadium metal v eni menjavi in ni dovolil teka. Med obdobjem na stopnjama Class A in Double-A je skupno zbral 11 zmag in 4 poraze ter 101 izločitev z udarci, dovoljeval pa po 3,62 teka. in bil imenovan v reprezentanco svoje države na Olimpijskih igrah v Pekingu tega leta. Skupaj z njo je na Igrah osvojil bronasto kolajno.
Anderson je bil zgodaj cenjen kot obetaven mladi igralec, leta 2008 kot 36. najboljši v MLB, leta 2009 pa celo kot najboljši pri svoji ekipi in skupno sedmi po mnenju ocenjevalcev Baseball America.

### Liga MLB
6. julija 2009 na celotni tekmi proti ekipi Boston Red Sox ni dovolil teka med izločitvijo 9 odbijalcev z udarci, s čimer je postavil osebni rekord. To je bila njegova prva celotna tekma, in prva tovrstna brez dovoljenega teka. 
19. julija 2009 je bil skozi 7,66 menjav brezhiben, a je nato Bobby Abreu žogo odbil v polje in končal njegove upe o brezhibni tekmi. Po izhodu v 8. menjavi je dovolil skupno 2 udarca v polje in 0 prostih prehodov na bazo ali tekov. Dodal je še 6 izločitev z udarci.
24. septembra 2009 je podrl rekord ekipe v izločitvah z udarci metalca v svoji prvi sezoni v ligi iz leta 1977, po tem ko je na tekmi proti ekipi Texas Rangers zbral 6 izločitev z udarci v 5,66 menjave. 
Sezono je končal z enajstimi zmagami in enajstimi porazi pri dovoljevanju 4,06 teka. Ekipo je vodil v zmagah, celotnih tekmah brez dovoljenega teka (1) in bil izenačen z Brettom Tomkom v izločitvah z udarci s 150-imi. Prejel je 2 glasova za Novinca leta Ameriške lige, vendar pa je nagrado na koncu prejel njegov moštveni kolega, Andrew Bailey.
Anderson je sezono 2010 začel z 6 menjavami brez dovoljenega teka na tekmi proti ekipi Seattle Mariners. Dovolil je 3 udarce v polje in prosti prehod na bazo ter zbral 4 izločitve z udarci za prvo zmago začetne peterke ekipe iz Oaklanda.

## Zasebno življenje
Anderson je sin Franka Andersona, bivšega trenerja bejzbola univerzitetne ekipe pri Oklahoma State University.